# Lista de episódios de Naruto Shippuden (10.ª temporada)
Esta é uma lista de episódios da décima temporada de Naruto Shippuden. Foi exibida entre 06 de outubro de 2011 e 29 de março de 2012, compreendendo do episódio 231 até o 256. 
| # | Título                                                              | Estreia    |
| --- | ------------------------------------------------------------------- | ---------- |
| 231 | "A Rota Fechada" "閉ざされた航路"                                   | 6/10/2011  |
| (Filler) Shikamaru discute planos com Tsunade sobre a liderança de linha de frente. Shikaku manda seu filho para uma missão para repor suprimentos junto com Ten Ten para ajudar na embarcação na ilha Mokuzu. Eles se encontram com Naruto e os outros, mas depois de subirem a bordo, começam a "batalhar" com pedras e um redemoinho repetidas vezes, gastando o chakra de Naruto, Yamato e Guy. Shikamaru então descobre o que está acontecendo, percebe que são os ladrões da ilha Mokuzu e faz um plano para acabar com o ciclo repetitivo. |                                                                     |            |
| 232 | "As Meninas de Konoha se Reúnem" "木ノ葉の女子会"                   | 13/10/2011 |
| (Filler) Ten Ten e Hinata acordam cedo para treinar, mas Hinata recebe um comunicado da reunião dos Hyuuga. Hiashi designa Neji para liderar os Hyuugas na missão de reconhecimento na guerra Shinobi. Neji reflete nos dias em que deu aulas a Hinata no dia em que Naruto foi treinar com Jiraiya. Hinata foi ver Kurenai, mas se sente um peso pelo fato de esperar um filho de Asuma. Shikamaru aparece e diz que Tsunade passou uma missão a Hinata. Hinata foi ver Tsunade, mas era Shizune que se encontrava na cadeira do Hokage e foi mandada para a área onde decodifica códigos. Mas Tsunade não se encontrava e Hinata foi procurar na tenda onde tinha suprimentos de comida. Ino diz que não se encontrava lá e lá se encontravam seus colegas Shino e Kiba, que ficava se queixando. Hinata foi no posto de armas onde estava Ten Ten, mas ela fala que Tsunade não se encontrava e Hinata pergunta do Naruto, mas Ten Ten fala que ele está bem. Hinata se retira e Ten Ten acaba tendo uma ideia. No posto médico onde se encontrava Sakura, Lee e Choji, Hinata descobre que Tsunade não se encontrava e Ten Ten aparece dizendo que faria uma reunião apenas para garotas num churrasco. Enquanto isso no mar, Naruto só ficava deprimido. Tsunade fazia os últimos preparativos da guerra com Tomura e Koharu. Tsunade recebe um aviso de Shizune que iria ter um encontro com os senhores feudais. Hinata foi ver Tsunade para falar da guerra Shinobi e diz estar insegura. Tsunade resolve dar um tempo e resolve também ir ao churrasco. No churrasco, aparecia uma subdivisão onde estava os garotos e as garotas. Os garotos, os colegas de Naruto relembram da missão quando foi atrás de Sasuke e também do último feito de Naruto por salvar Konoha e também do compromisso de proteger Naruto na guerra Shinobi. As meninas discutem do Chuunin Shiken, mas Hinata ainda se encontrava deprimida. Ten Ten também toca no Sasuke, que faz Sakura ficar deprimida. Também discute sobre a guerra Shinobi e também estão de acordo em proteger Naruto, mas Tsunade e Shizune aparecem no churrasco. Assim, Hinata pede a Neji para dar aulas para contribuir na guerra para proteger Naruto. |                                                                     |            |
| 233 | "Que entre o Naruto Impostor?" "参上 嘘?ナルト"                     | 20/10/2011 |
| (Filler) A embarcação faz um recesso no País da Água, mas tudo indica que há rumores da aparição de Naruto impostores. O grupo dão de cara com um grandão que afirma ser Naruto. Mas o próprio Naruto afirma dizendo que é o verdadeiro que faz Aoba, Yamato e Guy darem risada. O tal impostor vai em cima de Naruto, mas é o próprio Naruto que dá conta dele. Outro sujeito que diz ser um guarda que se chama Iggy, diz que ia ficar com o tal sujeito pensando que fosse Naruto, que o próprio Naruto se irrita. Em algum lugar ninjas mercenários tramam para pegar Naruto. Iggy desconta no grandalhão que se chama Banna e tramam abordar outras pessoas. Banna assalta as outras pessoas, mas essas pessoas se revelam como os ninjas mercenários e capturam Banna. Iggy aparece e fala que pegou o Naruto impostor, mas Banna fala que ele é o próprio Naruto e fala que Iggy não é nenhum guarda e age assim apenas para ficar com os créditos. Iggy foi procurar o grupo de Naruto para falar da situação. Depois de ouvir dizendo que não considera Banna como seu amigo, Naruto o soca. Guy discute uma coisa com Naruto e decidem deixar Iggy se virar. Iggy decide salvar Banna e reconhece Banna como seu amigo, mas são emboscados pelos ninjas mercenários, mas são salvos por Naruto e os outros ninjas de Konoha. Iggy e Banna resolvem recomeçar para não criar mais problemas. Enquanto isso no mar, Naruto pensava ainda e acredita que ele e Sasuke voltem a ser amigos. |                                                                     |            |
| 234 | "O Discípulo Favorito de Naruto" "ナルトの愛弟子"                   | 27/10/2011 |
| (Filler) Konohamaru, Udon e Moegi treinam técnicas ninjas para participar da guerra Shinobi e começam abordando Sakura que os faz carregar caixas pesadas. Mas Konohamaru diz que queria mais coisa e queria poder fazer mais coisa como Naruto para poder participar da guerra, que deixa Sakura brava. Shikamaru pergunta a Konohamaru o que é um rei e escreve a palavra bola numa pedra e passa a Konohamaru. Konohamaru foi ver Tsunade para falar de participar da guerra, que a aborrece e o expulsa. Temari foi ver a Hokage e passa informações da areia. Konohamaru foi ver a Temari e decide lançar um desafio. Udon e Moegi foram ver Shikamaru para falar de Konohamaru. Konohamaru desafia Temari, mas nada pode fazer. Depois de ouvir dos insultos de Naruto, Konohamaru tenta lançar um Rasengan nela, mas Shikamaru o segura com o Kage Kubi Shibari no Jutsu. Moegi fala a Konohamaru que foi ajudar um garoto desde a invasão de Pain, que o faz compreender do significado de rei e da palavra bola escrita na pedra. Temari o reconhece como igual e volta para sua aldeia. Shikamaru conta as novidades para Tsunade e relembra dos velhos dias em que Nawaki, seu irmão, ainda estava vivo. |                                                                     |            |
| 235 | "A Kunoichi de Nadeshiko" "撫子のくノ一"                            | 3/11/2011  |
| (Filler) Depois de comer, Naruto presencia uma Kunoichi derrotando um robô. Quando se preperava para se retirar, Naruto é abordado por outra Kunoichi, guardiã dela. Ela conta que uma Kunoichi desafiou Jiraiya e se ela o derrotasse, se tornaria sua esposa, mas a luta foi dada como empate, mas Naruto quis se retirar para não se envolver. Naruto conta da novidade, que faz Guy se encher de risada, mas Aoba e Yamato pedem para dormir mais cedo e não se meterem com problemas triviais. Na noite, Naruto se encontra com a Kunoichi daquele dia e conta da história de amor de Shizuka e Sagiri, a quem tinha prometido amor, mas uma força do destino permitiu que Sagiri fosse morto e Shizuka desistir do amor. O barco se prepara para partir e Naruto deixa um Bunshin para acertar as contas com Shizuka. Naruto é envolvido num domo e começa enfrentando Shizuka, mas ela é enganada por um Bunshin e Naruto a derrota. Entretanto, o tal sujeito que estava com o robô, é na verdade um grande manipulador de marionetes que coloca Shizuka em seu jutsu, mas Naruto a salva. Naruto confessa de seu amor por Sakura, sendo ainda continua apaixonada por Sasuke e tudo o que poderia fazer e fazer o que fosse preciso pra fazê-la feliz e pede a Shizuka para acabar com a tal lei. Yamato percebe que foi enganado por um Bunshin e foi atrás de Naruto, que o surpreende. Shizuka pergunta se Sakura já sabe se realmente já sabe o que realmente sente por ela, mas Naruto diz que não e tem esperanças que algum dia seria aceito por ela e tudo o que pode fazer é fazer o que for possível para manter sua felicidade, mas mal Naruto sabia que Sai já tinha revelado isso a Sakura e que apenas falou de quando ela tinha em mente que tentaria matar Sasuke. Shizuka relembra de quando sua mãe e Jiraiya duelavam e fala de quando Tsunade tinha perdido Nawaki e Dan e tudo o que poderia fazer é tentar o que for preciso para tentar trazer sua felicidade de volta, revelando sua paixão por Tsunade e que deu num empate. Shizuka se retira e chama a tal Kunoichi que tinha abordado Naruto no início, Tokiwa.                                                                    |                                                                     |            |
| 236 | "Um Companheiro Verdadeiro" "仲間の背中"                            | 10/11/2011 |
| (Filler) Shino conta a grupo de garotos de uma missão no passado, cuja missão era capturar um Jounin fugitivo do País da Cachoeira cuja habilidade era o fogo e insetos. Mesmo tendo falhado, Kurenai designam Hinata e Kiba para levar Shino para as fontes termais. Hinata e Kiba treinam com Shino para poder confrontar com combates corpo-a-corpo, mas Shino ainda não se considerava como um membro de equipe. Hinata e Kiba recebem uma missão de capturar o tal Jounin e Shino fica para trás. Ambos, Hinata e Kiba são encurralados, mas são protegidos por Shino, que encurrala o tal Jounin criando um Bunshin de inseto e o derrota. Assim, Kurenai reconhece Shino, Hinata e Kiba como membros do time 8. Logo na viagem de navio, Naruto tenta lembrar do Shino, que faz Shino espirrar. |                                                                     |            |
| 237 | "Minha Heroina, Sra.Tsunade" "ああ、憧れの綱手様"                   | 24/11/2011 |
| (Filler) Ten Ten treina com Lee e sem querer uma das invocações de Ten Ten acaba levando Lee pro fundo do rio. Ten Ten relembra com Lee quando ela foi fazer o exame médico para se tornar ninja-Médica e não passou, de quando descobre de seu dom de evocar armas, quando sofreu a derrota por Temari, da angústia ao saber que Lee nunca mais será um Ninja, de quando ajudou Naruto no resgate ao Sasuke e de quando foi salvo por Gaara, aquele que tirou seus dias de Ninja dele. Ten Ten foi até o rio e foi ajudar Lee de sua própria evocação e Lee se livra da evocação de Ten Ten. Ela faz uma promessa a si mesma de que algum dia se tornaria uma Ninja lendária. |                                                                     |            |
| 238 | "Um Descanso para Sai" "サイの休息"                                 | 1/12/2011  |
| (Filler) Sai em que acaba conhecendo algumas crianças e relembra de atualmente de quando conheceu Naruto e Sakura, como também relembra de uma missão de quando vão no escondeirijo de Orochimaru para perseguir Sasuke, do dia em que se intervêm de quando Naruto era espancado por Karui, de quando tinha perdido a fé na raíz e quando Kakashi passa a confiar em Sai, quando o próprio Sai deixa Sakura entristecida quando conta dos sentimentos de Naruto e que era ela e o Sasuke que o machucaram, de quando a Sakura finge uma declaração de amor e depois de quando Sai conta a verdade a Naruto, que o faz passar mal. Sai realmente se perguntava se realmente Naruto poderia trazer Sasuke de volta para Konoha e ao lembrar dos velhos tempos em que se lembrava de seu irmão, Sai faz um desenho nas lousas em que Sai, Naruto, Sakura e Sasuke de mãos dadas juntos. Poderá ser concretizado o desenho de Sai? |                                                                     |            |
| 239 | "A Lenda de Ino-Shika-Cho" "伝説の猪鹿蝶"                           | 8/12/2011  |
| (Filler) Inoichi meio-que, surpreende Ino que, tenta reconsolá-la depois de receber a notícia em que Sasuke já tinha se tornado um fugitivo. Seus companheiros Shikamaru e Choji tentam compreender da confusão e presenciam uma briga de um grupo de garotos e conseguem apartá-la. Kosuke, um velho genin os reencontram e fala que já foi salvo pelo Ino-Shika-Cho, uma vez em que estava em missão desde o Chuunin Shiken quando seus pais o ajudaram e quando Ino, Shikamaru e Choji estava em missão com Asuma. O trio acha que não está ao nível de seus pais, o antigo Ino-Shika-Cho, mas garante que fará o possível para contribuir na guerra Shinobi. |                                                                     |            |
| 240 | "A Determinação de Kiba" "キバの決意"                               | 15/12/2011 |
| (Filler) Kiba começa tendo um sonho de infância de quando disputava por doces e até mesmo Naruto, que nunca se dava bem e quando acorda dá de cara com uma realidade diferente. Kiba fica chateado pelo fato de Naruto ter salvo Konoha sozinho, como também vai começar a treinar. Kakashi aparece e Kiba pede para ser treinado e Kakashi faz evocações de cães ninjas para mantê-lo ocupado. Entretanto, Kiba desiste e Akamaru leva Kiba ao lugar onde apostavam corrida. Kiba fica surpreso de Naruto ter superado seu recorde e Hinata, fala que Naruto esteve praticando para tentar superar seu recorde. Kiba volta a treinar com os cães e Pakkun cria outros Bushins ilusórios, mas Kiba consegue encontrar Pakkun e consegue o pergaminho dele. Depois de conseguir superar o treinamento com os cães, Kiba foi apostar corrida até o lugar onde competiam e marca seu recorde, que supera Naruto. |                                                                     |            |
| 241 | "Kakashi, Meu Eterno Rival" "キバの決意"                            | 22/12/2011 |
| (Filler) Durante a viagem, Guy, meio que sem-querer acaba enviando uma tartaruga com um sinal de socorro. Tsunade discute os outros termos com Kakashi de uma missão no País da Cachoeira, Kakashi diz que estaria de acordo se Guy estivesse com ele, mas a tartaruga com o sinal de socorro aparece e Kakashi foi prestar socorro. Yamato e Aoba discutem da missão de proteger Naruto e também de alguns rumores de existir pessoas que possam assumir a forma de outras pessoas, mas Naruto acaba aparecendo fora do convés que os fazem mudar os planos. Guy relembra com Naruto quando surgiu a rivalidade entre ele e Kakashi, mas ambos acabam pegando num sono. De repente, Kakashi aparece para tentar esclarecer do pedido de socorro, mas Guy o começa a enfrentar achando que Kakashi fosse um impostor. Yamato e Aoba tentam esclarecer a história, mas Guy ainda se convencia que Aoba, Kakashi e Yamato são impostores, mas Kakashi relembra a Guy de uma história de infância, que faz esclarecer o mal entendido. Kakashi pergunta a Guy da tartaruga S.O.S, mas no final não passou de engano, como também pergunta se quando ele estivesse em perigo, ele viria ajudar e Guy responde que sim. Kakashi chama Sai e ambos se retiram. Naruto aparece fora do convés para querer saber o que está acontecendo. |                                                                     |            |
| 242 | "O Juramento de Naruto" "ナルトの誓い"                              | 28/12/2011 |
| (Filler) O grupo faz um recesso para estocar alimentos enquanto Naruto ia comer num restaurante local. Bem próximo, Kurotsuchi e Akatsushi são emboscados por um grupo de ninjas da chuva, Akatsushi é ferido, mas são salvos por Naruto. Quando ia enfrentar Naruto, Choujiro aparece e se interfere. Choujiro conta uma história dos três ninjas da vila da chuva Junsai, Ganryu e Suiren, uma Shinobi que almejava buscar a paz. Entretanto, Junsai e Suiren acabam sendo mortos por ninjas renegados pelo País da Pedra. Determinada a impedir para que essa aliança Shinobi não seja desfeita, Kurotsuchi vai atrás de Ganryu. Naruto tenta deter Kurotsuchi, mas se toca que seus Kage Bunshin não iria segura-la por mais tempo. Naruto alcança Ganryu e conta de sua versão da batalha de Pain e fala que se ele fosse buscar mais vingança, o mundo Shinobi estaria no mundo cheio de ódio e alguém próximo seria morto, que o faz lembrar de Suiren. Kurotsuchi alcança Ganryu, mas é Naruto que acaba sendo ferido no lugar. Choujiro aparece para deter Ganryu e ele aceita numa boa, mas parece confiar em Naruto e acredita que realmente possa buscar a verdadeira paz. Choujiro entrega a Ganryu o presente de despedida de Suiren antes de escoltá-lo e fala que a pedra estava o perdoando pelo incidente de anos atrás. Naruto parte e se encontra com Yamato, Aoba e Guy, já enjoado e notifica que um mensageiro vai escoltá-los até o País do Trovão. |                                                                     |            |
| 243 | "Terra a Vista! A Ilha do Paraíso?" "上陸! 楽園の島?"               | 5/1/2012   |
| Chegando ao País do Trovão, eles são surpreendidos por uma lula-gigante, mas Hachibi aparece e espanta a lula. Em seguida, Hachibi passa para a forma de Bee, que surpreende Naruto. Depois, eles são conduzidos para a Ilha da Tartaruga por Motoi. Aoba fala a Yamato que a missão era para explorar a ilha para que o próprio não desconfie para que essa guerra é para protegê-lo, para que Naruto não participe da guerra. Naruto cisma com Bee que veio treinar seu Bijuu, mas Bee ficava anotando rimas e fazia outras. Bee tenta cumprimentar Naruto, que o próprio não entendeu, que ofende Bee e se retira. Naruto tenta convencer Bee mais uma vez que usa o Oiroke no Jutsu, que faz Bee bater a porta. Motoi leva Naruto até a Cachoeira da Verdade onde terá de treinar psicologicamente. Yamato resolve ficar com Naruto porque era o único que poderia suprimir o chacra da Kyuubi. Em seu subconsciente, Naruto dá de cara com uma versão sombria de si mesmo. Naruto pergunta quem é esse que está diante dele e ele responde que também se chama Naruto, mas na versão sombria. Naruto começa fazendo uso de seus jutsus, mas o Naruto sombrio também usa os mesmos jutsus que o original, que o derrota. |                                                                     |            |
| 244 | "Bee e Motoi" "キラービーとモトイ"                                  | 12/1/2012  |
| Motoi conta a Naruto que um grupo de selamento tentou selar o Hachibi e dentre eles estava seu pai e morre na missão e Naruto pede a Motoi para falar com Bee para saber como ele fez para superar seu treinamento com seu Bijuu, mas Motoi fala que perdeu esse direito porque ele tentou matar Bee. Motoi conta que era amigo de infância de Bee e que tentou matá-lo depois que Bee foi escolhido para ser o portador do Hachibi, assim poderia vingar seu pai, mas não teve coragem. Motoi percebe que Bee passou por um grande sofrimento como Naruto e percebe o tipo de sofrimento que Bee passou, mas Bee não ligava pelo que as pessoas disseram. Naruto ainda se desanimava que, presencia uma lula-gigante atacando Motoi. Naruto o pede para perdoá-lo, achando que fosse Bee, mas Yamato adverte que aquela lula era de verdade. Bee reaparece, salva Motoi e ambos dão cumprimento com socos de mão, que dá esperanças a Naruto. |                                                                     |            |
| 245 | "Naruto VS Kyuubi" "ナルトVS九尾!!"                                 | 19/1/2012  |
| Naruto e Bee tentam se entender pelo fato de ambos serem Jinchuurikis. Naruto volta até a Cachoeira da Verdade, mas parece ter um outro plano. Naruto mostra o tal autógrafo que não pode dar ao tal Jounin de Konoha pouco antes de Sakura aparecer dizendo que Tsunade o estava procurando. Assim, Naruto consegue reprimir o Naruto sombrio sem muito esforço. Bee leva Naruto até a algum lugar onde estão algumas estátuas e Bee pede a Naruto para colocar a cabeça em algumas das estátuas, se realmente fosse digno, a estátua não o fará nada, se não fosse, o decapitaria. Todos se assustam por Naruto ter perdido a cabeça, mas Naruto retira a cabeça por baixo da camisa, que faz Bee rir e Yamato repreendê-lo. Bee e Naruto entram em algum outro lugar onde poderia usar a chave para poder controlar o poder da Kyuubi. Naruto começa fazendo um outro treinamento que, dá de cara com a Kyuubi, abre passagem do selo que foi refeito por Minato e retira o selo que prendia a Kyuubi. Naruto começa fazendo uso de seu lado sombrio que adquiriu no treinamento e também recebe uma ajuda de Bee. Naruto começa usando o modo Sennin e contra-ataca com o Senpou: Cho Oodama Rasengan. |                                                                     |            |
| 246 | "O Brilho da Laranja" "オレンジ色の輝き"                            | 26/1/2012  |
| Entretanto, Naruto acaba sendo pressionado pela Kyuubi, mas a Kyuubi acaba sendo envolvida por correntes, eis que surge a mãe de Naruto, Uzumaki Kushina. Naruto vê uma moça diante dele e chega uma conclusão de que a Kyuubi assumiu a aparência dela, mas Kushina simplesmente soca Naruto, como Sakura o fazia e ela se apresenta como sua mãe e diz que erdou sua forma de falar de como falava errado porque se excedia. Naruto, cheio de alegria a abraça. Kushina conta parte de sua infância e que também tinha conhecido Minato, como também admira seu cabelo vermelho. Naruto pergunta a sua mãe como erdou seu cabelo loiro e ela responde que foi do próprio Minato. Ela comenta de uma herança que ambos partilhavam e Naruto olha para seu uniforme e responde dizendo que se originou no Hokage laranja. |                                                                     |            |
| 247 | "A Kyuubi é Alvejada" "狙われた九尾"                                | 2/2/2012   |
| Entretanto, a batalha contra a Kyuubi não terminou e Naruto assume o modo Sennin e cria clones para atacar a Kyuubi, como também lança inúmeros Rasengans, usa o Rasen Shuriken e finaliza com o Senpou: Cho Oodama Rasengan. O corpo de Naruto toma forma, aparece uma aura amarelada que envolvia o corpo de Naruto e outros selos aparece pelo seu corpo, diferente de quando era envolvido pelo chacra vermelho da demoníaca Kyuubi e usa o Rikudou Sennin para prender a Kyuubi, como também comenta que o compensará pelos últimos anos que passou, como também pelo sofrimento de últimos anos. Kushina conta a Naruto que o clã Uzumaki se originou do País do Redemoinho, já extinta e que ela era a segunda Jinchuuriki antes de sua bisavó Uzumaki Mito. Atualmente, Kushina estava para dar à luz Naruto, assim quando também conheceu Uchiha Mikoto, que também deu à luz Sasuke. Começa os preparativos para dar à luz Naruto e prender a Kyuubi. Kushina começa dando a luz a Naruto. Bem próximo, o misterioso mascarado começa a aparecer. |                                                                     |            |
| 248 | "A Batalha do Yondaime." "四代目の死闘!!"                           | 09/02/2012 |
| Quando Minato ia refazer o selo para a Kyuubi não saísse, aparece um mascarado da Akatsuki na tentativa de sequestrar Kushina. O mascarado captura Naruto, mas Minato o salva, entretanto, o mascarado acaba capturando Kushina. O mascarado usa uma invocação em Kushina que faz a Kyuubi aparecer do corpo de Kushina, como também faz o contrato com a Kyuubi, mas Minato a salva e põe junto de Naruto. O mascarado leva a Kyuubi para Konoha, mas, Minato consegue impedir a tal destruição, mas teria de confrontar o mascarado, mas era impossível competir com sua habilidade de atravessar corpos, mas Minato consegue retardá-lo, para assim poder fazer alguma coisa com a Kyuubi, como também quebra o contrato do mascarado com a Kyuubi. |                                                                     |            |
| 249 | "Obrigado" "ありがとう"                                             | 09/02/2012 |
| Em meio ao ataque da Kyuubi, a mãe de Iruka é ferida e seu pai pede para fugir. Um ninja de Konoha leva Iruka, mas acaba presenciando a morte de seus pais. O Terceiro (Hiruzen) faz uma invocação do Rei Macaco Enma, mas o poder da Kyuubi era demais para ele e Minato faz uma invocação de um grande sapo e teletransporta onde estão Kushina e Naruto. Kushina tenta envolver a Kyuubi em correntes e pretendia morrer junto a ela. Minato pretende selar a Kyuubi dentro de Naruto, mas Kushina fala que seria loucura e que estaria condenando seu filho a um grande sofrimento. Minato diz acreditar que Naruto conseguirá superar essa aprovação, como também em seu encontro de Naruto e seu mestre Jiraiya, como também conseguirá o verdadeiro reconhecimento das pessoas. Kyuubi tenta alvejar Naruto sabendo que seria selado nele, mas é protegido pelo casal, que são feridos mortalmente. Minato usa a técnica que Hiruzen tinha usado no Edo Hashirama e Edo Tobirama e de quando retirou os braços de Orochimaru e sela a Kyuubi em Naruto, entrega o selo ao Geratora e o casal passa as últimas palavras antes de morrer. Depois de Naruto ouvir as palavras de Kushina, Naruto diz não mais o odiá-los e fez isso para proteger Konoha, como também acreditava que conseguiria controlar o chacra da Kyuubi. Ouvindo isso, Kushina chora de felicidade e se despede de Naruto. |                                                                     |            |
| 250 | "Besta vs Monstro! A Batalha no Paraíso!" "珍獣VS怪人! 楽園の戦い!" | 16/02/2012 |
| Naruto ao se lembrar de seus amigos e do compromisso de proteger Konoha e o mundo Shinobi, Naruto consegue retornar com boas notícias. Aoba conta a Guy que Naruto foi até a Cachoeira da Verdade e decidem ir até lá. Naruto pega parte do chacra da Kyuubi e Naruto consegue rastrear um intruso na espada Samehada de Kisame por causa de sua habilidade de detectar más intenções. Eis que surge Kisame. Depois que Kisame revelou que estava usando o parasita Zetsu branco, ele tenta se retirar da caverna, mas é atingido em cheio por Naruto bem rapidamente quanto o Yondaime, mas Naruto acaba ficando com o pé preso na caverna. Aoba começa fazendo brincadeiras de um verdadeiro eu que sai da Cachoeira da Verdade, que faz Guy entrar na dele. Dentro da cachoeira, sai Kisame que faz Guy pensar que fosse seu verdadeiro eu, mas Aoba alerta que Kisame é um inimigo. Bee fala que Kisame é da Akatsuki e a Samehada vai até Bee, mas Kisame aproveita para roubar a energia de Bee e também de Aoba. Kisame foge e Guy se prontifica a enfrentar Kisame, com a ajuda de Bee que está fraco e também começa a liberar os portões que também invoca uma tartaruga. Kisame começa a enfrentar Guy, como também faz invocações de tubarões. Até o sétimo portão, Guy finalmente derrota Kisame e é colocado para interrogatório. |                                                                     |            |
| 251 | "O Homem conhecido como Kisame" "鬼鮫という男"                      | 23/02/2012 |
| Depois de ser derrotado por Guy, Aoba tenta fazer Kisame falar mentalmente e enxerga parte de seu passado de quando Kisame mata seus companheiros da Vila da Chuva para não entregar informações para Ibiki e para Konohagakure, como também enxerga o quarto Mizukage manipulado por uma sombra que poderia ser Uchiha Madara. Quando Aoba ia ver o verdadeiro rosto por trás da sombra, Kisame simplesmente destrói sua lingua. Kisame relembra de quando fez parceria com Itachi. Segundo diz a lei, se dois inimigos terríveis se enfrentassem, seria uma batalha interminável. Kisame escolhe morrer usando a prisão de Água para proteger os segredos da Akatsuki. Naruto sabia que a lei em proteger seus iguais em Konoha, também cabia aos da Akatsuki. Guy abre um dos pergaminhos achando que fosse segredos da Akatsuki, mas na verdade era um tubarão invocado que rouba os segredos do Mokuton. |                                                                     |            |
| 252 | "O Anjo da Morte" "死へいざなう天使"                                | 1/03/2012  |
| O mascarado finalmente decide sair do escondeirijo para coletar o Rinnegan. Konan relembra dos tempos de descontração com Jiraiya, mas o mascarado aparece exigindo o corpo de Nagato e que foi ele que incentivou Yahiko a criar a Akatsuki e que o Rinnegan foi entregue a Nagato pelo mascarado. Konan acha que o mascarado está atrás dele por causa de seu Rinnegan e decide proteger Nagato. O mascarado pergunta o que levou Nagato e Konan trair a Akatsuki, mas Konan responde que Naruto seria o grande revoluciário que mudaria o mundo Shinobi e que mascarado era o mensageiro do inferno e também se prontifica a lutar por Naruto também. Durante a luta, Konan envolve o mascarado em papéis bombas e também faz aparecer asas de papel nas costas. Entretanto, a capacidade de teletranporte faz destruir parte da máscara e retira seu braço direito e parte do corpo de Konan quase é destruido por causa de sua habilidade em materializar papel. Konan tenta um outro ato e envolve o mascarado em uma onda de papel e como resposta ela afirma que as flores deverão desabrochar no mundo de luz. |                                                                     |            |
| 253 | "A Ponte da Paz" "平和への懸け橋"                                   | 8/03/2012  |
| Konan tenta envolver o mascarado em papéis bombas e ser pego na explosão. O mascarado aparece e revela que também fez o mesmo uso da técnica proíbida de Danzou, o Izanagi sacrificando seu Sharingan e revela a Konan que também é descendente do Sábio dos 6 Caminhos. Konan tenta um último esforço para pegar o mascarado acreditando na crença de Naruto, Nagato e Yahiko, mas, acaba sendo derrotada pelo mascarado. O mascarado faz uma leitura mental para descobrir do Rinnegan de Nagato e teletransportam para colher o Rinnegan. Konan relembra antes de morrer de um treinamento shinobi de sapos de Jiraiya. Agora já maduros usam esse treinamento em campos de batalha. Naquele tempo, houve uma ocasião em que Yahiko e Konan se apaixonam. O mascarado se reencontra com Kabuto e revela sua nova máscara como ambos os olhos Sharingan e Rinnegan. |                                                                     |            |
| 254 | "Missão Rank S Super Secreta" "ドS級極秘任務"                       | 15/03/2012 |
| (Semi Filler) Logo na Ilha da Tartaruga, Guy ainda sentia os efeitos do Oito Portões. Motoi fala para Aoba que a Ilha da Tartaruga é móvel e não tinha como serem localizados. Aoba fala da Missão Nível S para Naruto e somente ele poderia realizar e a Hokage (Tsunade) o confiou para realizar a tal missão, que Naruto rapidamente aceita, mas acaba tendo uma visita inesperada do tal avestruz que o perseguiam anos atrás e faz um trato para ajudar na tal missão. Naruto acaba sendo envolvido em uma briga do grande gorila, do pinguim e de um hipopótamo sobre uma tal tatu, mas ela decide ficar com Naruto e o tal avestruz aproveita para fugir. Logo no País da Nuvem, Onoki decide levar Kurotsuchi e Akatsuchi até a Ilha da Tartaruga sabendo que a Akatsuki o perseguiria. No escondeirijo da Akatsuki, Kabuto planeja reviver um dos derrotados da Akatsuki para sequestrar Yamato para dar início a seu plano e precisa de um dos Zetsus para realizar a tal missão. O mascarado mostra a estátua Gedou e mostra que existe inúmeros cadáveres. Kabuto revive Deidara. Eles partem para a Ilha da Tartaruga em um grande pássaro feito por Deidara, mas são emboscados por Onoki, mas acaba sendo enganado por um clone de argila explosivo de Deidara. |                                                                     |            |
| 255 | "O Retorno do Artista" "芸術家再び"                                 | 22/03/2012 |
| Durante a luta, Deidara e Kabuto distraem Onoki, Kurotsuchi e Akatsuchi enquanto manda uma cobra Manda até a Ilha da Tartaruga. Enquanto isso na Ilha da Tartaruga, enquanto resolviam uma questão da missão nível S, os outros sentiam os abálos causados pelo Manda de Kabuto. Naruto foi tentar sair da Ilha da Tartaruga para ver o que está acontecendo, mas Yamato o convence a ficar na ilha. Deidara causa uma pequena explosão na Ilha da Tartaruga a virando totalmente, mas são emboscados por Onoki e seus guarda-costas. Onoki tenta usar o Jinton na ilha, mas é impedido por Akatsuchi, sabendo que sua técnica mataria os que se encontraram na ilha. Onoki e Akatsuchi enfrentam Deidara e Kurotsuchi Kabuto. Yamato, Aoba e Motoi foram ajudar Kurotsuchi, mas Kurotsuchi já tinha tudo sob controle e Aoba conclui que Kurotsuchi é neta de Onoki. Aoba tenta extrair informações de Kabuto, mas Kabuto troca de pele e foge levando Yamato consigo. Deidara continua sua luta contra Onoki, mas teve sua luta interrompida pela técnica de invocação de Kabuto. Chegando ao escondeirijo da Akatsuki, Kabuto pede um dos Zetsus parasitas para reviver seu exército. O mascarado se prepara para extrair as informações de Yamato. |                                                                     |            |
| 256 | "União! As Forças da Aliança Shinobi" "集結! 忍連合軍!"             | 29/03/2012 |
| Naruto pretende voltar para Kohoha porque Sasuke viria destruir sua aldeia, mas Bee tenta entretê-lo para mantê-lo na ilha. Sasuke ainda continua impaciente e ainda insiste em atacar Kohoha. Kabuto fala que sua técnica o mataria, pois o precisaria para usar os Zetsus para conseguir poder militar e o mascarado aceita. Yamato é colocado na estátua Mazou e muitos cadáveres começam a voltar a vida, Sasori, Kakuzu, Nagato, Uchiha Itachi da Akatsuki, Chiyou, o pai de Gaara da areia, Muu, Zabuza e Haku da névoa, Asuma, Kimimaro, os seis Jinchuurikis, entre outros. Chegando em Konoha, Guy aparece debilitado e os colegas de Naruto aparecem vestidos diferentes, usando fardas verdes assim como Kakashi. Muitos ninjas das cinco aldeias se reunem. Os cinco capitães começam a se reunir, de Konohagakure Hatake Kakashi, da Pedra Kitsuchi, Kumogakure Darui, Sunagakure Gaara e Mifune do País do Ferro. |                                                                     |            |